# Ulotrichopus stertzi
Ulotrichopus stertzi là một loài bướm đêm trong họ Erebidae.